# 21e cérémonie des Trophées du Film français
 (mars 2014).
La 21e cérémonie des Trophées du Film français, organisée par le magazine Le Film français à Paris le 4 février 2014, récompense les succès de l'année passée au cinéma et à la télévision.
Cette cérémonie, se déroule sous le haut patronage d’Aurélie Filippetti, ministre de la Culture et de la Communication, et d’Ernesto Mauri, président de Mondadori France, en partenariat avec le groupe TF1 et uniFrance Films.

## Palmarès
Les gagnants sont indiqués ci-dessous en premier de chaque catégorie et en caractères gras.

### Trophée de la personnalité de l'année
Élue par les lecteurs et internautes du Film français, du 13 décembre 2013 au 17 janvier 2014.
- Jacques Bled, dirigeant de Illumination Mac Guff et Pierre Coffin
- Frédérique Bredin
- Thierry Frémaux
- Abdellatif Kechiche
- Sandrine Kiberlain
- Brigitte Maccioni-Charnallet et Romain Rojtman
- Alexandre Mallet-Guy
- Richard Patry
- Olivier Schrameck
- Olivier Snanoudj

### Trophée de la fiction unitaire
Trophée de la fiction unitaire pour Une bonne leçon.

### Trophée uniFrance films
Trophée récompensant un film français (langue française majoritaire), ayant attiré le plus grand nombre de spectateurs en salle à l’étranger en 2013.

### Trophée du public TF1
Élu par les internautes des sites du groupe TF1. Les nommés étaient les 15 films français ayant réalisé plus de 500 000 entrées France en 2013.